# Jacob Volhard
Jacob Volhard, född 4 juni 1834 i Darmstadt, Tyskland, död 14 januari 1910 i Halle, var en tysk kemist.

## Biografi
Volhard studerade filologi och historia vid universitetet i Giessen, innan han började studera kemi för Justus von Liebig. Under sina studier kom han i kontakt med en kristen vänkrets, som den 15 augusti 1852 bildade det kristna broderskapet Giessen Wingolf och där Volhard var en av grundarna och 1854 dess förste ungdomsansvarige (Fuxmajor).
Efter att Liebig flyttat till München  fortsatte Volhard sina studier i Giessen vinterterminen 1852–1853 för dennes efterträdare Heinrich Will. År 1855 utexaminerades han som filosofie doktor och flyttade till Heidelberg och Robert Bunsens laboratorium. Han tog till en början inte kemin helt på allvar, utan ägnade sig i Heidelberg först åt fortsatta studier i filologi och historia.
Sin egentliga forskarkarriär påbörjade Volhard genom sin vistelse hos August Wilhelm von Hofmann i London 1858 och hos Hermann Kolbe i Marburg. År 1869 blev han docent vid universitetet i München, där han 1872–1879 ledde den oorganiska avdelningen. Efter en kort tid i Erlangen utnämndes han 1881 till professor vid universitetet i Halle, där han etablerade en ny mönstergill institutionsuppbyggnad och 1882–1908 var föreståndare för Chemisches Institut och 1897 rektor vid universitetet i Halle. 
År 1900 blev Volhard ordförande för Deutsche Chemische Gesellschaft och 1901 hedersmedlem av Verein Deutscher Chemiker. Han var under många år redaktör för Annalen der Chemie (1871–1910) och vice ordförande i Leopoldina, som han tillhörde från 1883.
Volhard var en skicklig pedagog och anteckningar i manuskript från hans föreläsningar om kvalitativ analys var i Tyskland i årtionden ett standardverk och publicerades slutligen 1875 som Der kleine Volhard. I sin forskning utarbetade han bland annat syntesmetoder för sarkosin, tiofen och kreatin.